# Liste von Terroranschlägen in Sri Lanka
Die Liste von Terroranschlägen in Sri Lanka beinhaltet eine Übersicht über in Sri Lanka verübte Terroranschläge.

## Erläuterung
In der Spalte Politische Ausrichtung ist die politische bzw. weltanschauliche Einordnung der Täter angegeben: faschistisch, rassistisch, nationalistisch, nationalsozialistisch, sozialistisch, kommunistisch, antiimperialistisch, islamistisch (schiitisch, sunnitisch, deobandisch, salafistisch, wahhabitisch), hinduistisch. Bei vorrangig auf staatliche Unabhängigkeit oder Autonomie zielender Ausrichtung ist autonomistisch vorangestellt, gefolgt von der Region oder der Volksgruppe und ggf. weiteren Merkmalen der Täter: armenisch, irisch (katholisch), kurdisch, tirolisch, tschetschenisch, dagestanisch, punjabisch (sikhistisch), palästinensisch.
Die Opferzahlen der Anschläge werden farbig dargestellt:

Die Zahl bei den Anschlägen getöteter/verletzter Täter ist in Klammern ( ) gesetzt.

## 1984
| Datum/Beginn      | Ort              | Artikel/Quelle(n)              | Täter                   | Politische Ausrichtung                  | Mittel                                   | Ziel              | Tote     | Verletzte | Hintergrund              |
| ----------------- | ---------------- | ------------------------------ | ----------------------- | --------------------------------------- | ---------------------------------------- | ----------------- | -------- | --------- | ------------------------ |
| 11. Juni 1984     | nahe Trincomalee | [ 1 ]                          | Tamilische Separatisten | autonomistisch                          | Sprengstoff                              | Fahrzeuge         | 18       | 73        | Bürgerkrieg in Sri Lanka |
| 09. November 1984 | Jaffna           | [ 2 ]                          |                         |                                         | Schusswaffe(n), Sprengsatz               | Militärpatrouille | 0 (+5)   | 34        | Bürgerkrieg in Sri Lanka |
| 20. November 1984 | Chavakacheri     | [ 3 ]                          | Tamilische Extremisten  |                                         | Automatische Schusswaffe(n), Sprengstoff | Polizeigebäude    | 29       | 0         | Bürgerkrieg in Sri Lanka |
| 30. November 1984 |                  | Kent- und Dollar-Farm-Massaker | LTTE                    | autonomistisch, tamilisch-sozialistisch | Gewehre, Maschinenpistolen, Granaten     | 2 Dörfer          | 80 (+68) | 34        | Bürgerkrieg in Sri Lanka |
| 01. Dezember 1984 | Mullaitivu       | [ 6 ]                          | Tamilische Extremisten  |                                         |                                          | Dörfer            | 67       | 0         | Bürgerkrieg in Sri Lanka |

## 1985
| Datum/Beginn    | Ort          | Artikel/Quelle(n) | Täter        | Politische Ausrichtung                    | Mittel                    | Ziel                      | Tote | Verletzte | Hintergrund              |
| --------------- | ------------ | ----------------- | ------------ | ----------------------------------------- | ------------------------- | ------------------------- | ---- | --------- | ------------------------ |
| 14. Mai 1985    | Anuradhapura | [ 7 ]             | LTTE         | autonomistisch, tamilisch-sozialistisch   | Schusswaffen, Sprengstoff | Singhalesische Zivilisten | 146  | 100       | Bürgerkrieg in Sri Lanka |
| 14. Mai 1985    | nahe Mannar  | [ 8 ]             | TELO         | autonomistisch, tamilisch-nationalistisch | Automatische Schusswaffen | Nationalpark Wilpattu     | 23   | 0         | Bürgerkrieg in Sri Lanka |
| 17. August 1985 | Mannar       | [ 9 ]             | Separatisten | autonomistisch                            | Entführung                | Zug                       | 20   | 0         | Bürgerkrieg in Sri Lanka |

## 1986
| Datum/Beginn       | Ort           | Artikel/Quelle(n)  | Täter                                 | Politische Ausrichtung                    | Mittel                      | Ziel                                 | Tote | Verletzte | Hintergrund              |
| ------------------ | ------------- | ------------------ | ------------------------------------- | ----------------------------------------- | --------------------------- | ------------------------------------ | ---- | --------- | ------------------------ |
| 19. Februar 1986   | Ostprovinz    | [ 10 ]             | Tamilische Extremisten                |                                           | Landmine                    | Zivilisten auf Lastwagen             | 40   | 30        | Bürgerkrieg in Sri Lanka |
| 15. März 1986      | Kilinochchi   | [ 11 ]             |                                       |                                           |                             | Zug                                  | 5    | 30        | Bürgerkrieg in Sri Lanka |
| 16. März 1986      | Jaffna        | [ 12 ]             | vermutlich Tamilische Separatisten    | autonomistisch                            | Sprengstoff                 | Bahngleise                           | 5    | 37        | Bürgerkrieg in Sri Lanka |
| 21. März 1986      | Nedunkerni    | [ 13 ]             | Tamilische Separatisten               | autonomistisch                            | Schusswaffe(n), Granate(n)  | Dorf                                 | 46   | 0         | Bürgerkrieg in Sri Lanka |
| 03. Mai 1986       |               | Air Lanka-Flug 512 | LTTE                                  | autonomistisch, tamilisch-sozialistisch   | Sprengsatz                  | Flugzeug                             | 21   | 41        | Bürgerkrieg in Sri Lanka |
| 07. Mai 1986       | Colombo       | [ 15 ]             | vermutlich LTTE                       | autonomistisch, tamilisch-sozialistisch   | Sprengstoff                 | Telekommunikationsabteilungszentrale | 11   | 114       | Bürgerkrieg in Sri Lanka |
| 25. Mai 1986       | Trincomalee   | [ 16 ]             | vermutlich LTTE                       | autonomistisch, tamilisch-sozialistisch   | Schusswaffen, Brandstiftung | Singhalesische Zivilisten            | 20   | 0         | Bürgerkrieg in Sri Lanka |
| 30. Mai 1986       | Colombo       | [ 17 ]             |                                       |                                           | Autobombe                   | Produktionsstätte                    | 9    | 50        | Bürgerkrieg in Sri Lanka |
| 31. Mai 1986       | Gampaha       | [ 18 ]             |                                       |                                           | Sprengstoff                 | Passagierzug                         | 15   | 24        | Bürgerkrieg in Sri Lanka |
| 09. Juni 1986      | Kilinochchi   | [ 19 ]             | Tamilische Separatisten               | autonomistisch                            |                             | Dorf                                 | 20   | 75        | Bürgerkrieg in Sri Lanka |
| 11. Juni 1986      | Jaffna        | [ 20 ]             | EPRLF                                 | autonomistisch, tamilisch-nationalistisch | Mörser, Granate             | Marinelager                          | 19   | 68        | Bürgerkrieg in Sri Lanka |
| 13. Juni 1986      | Trincomalee   | [ 21 ]             |                                       |                                           | Brandstiftung               | Dorf                                 | 21   | 0         | Bürgerkrieg in Sri Lanka |
| 22. Juli 1986      | nahe Vavuniya | [ 22 ]             | LTTE                                  | autonomistisch, tamilisch-sozialistisch   | Landmine                    | Bus                                  | 31   | 22        | Bürgerkrieg in Sri Lanka |
| 24. Juli 1986      | Vavuniya      | [ 23 ]             | LTTE                                  | autonomistisch, tamilisch-sozialistisch   | Paketbombe                  | Bus                                  | 12   | 28        | Bürgerkrieg in Sri Lanka |
| 04. September 1986 | Colombo       | [ 24 ]             | vermutlich Singhalesische Extremisten |                                           | Sprengstoff                 | Kundgebung                           | 0    | 45        | Bürgerkrieg in Sri Lanka |

## 1987
| Datum/Beginn      | Ort              | Artikel/Quelle(n) | Täter                   | Politische Ausrichtung                  | Mittel                                    | Ziel                             | Tote | Verletzte | Hintergrund              |
| ----------------- | ---------------- | ----------------- | ----------------------- | --------------------------------------- | ----------------------------------------- | -------------------------------- | ---- | --------- | ------------------------ |
| 18. Januar 1987   | Colombo          | [ 25 ]            | Tamilische Separatisten | autonomistisch                          | Sprengsatz                                | Bus                              | 7    | 50        | Bürgerkrieg in Sri Lanka |
| 28. Januar 1987   | Colombo          | [ 26 ]            | Tamilische Rebellen     |                                         | Schusswaffe(n)                            | Polizeikonvoi                    | 21   | 0         | Bürgerkrieg in Sri Lanka |
| 08. Februar 1987  | Colombo          | [ 27 ]            | LTTE                    | autonomistisch, tamilisch-sozialistisch | Äxte                                      |                                  | 28   | 0         | Bürgerkrieg in Sri Lanka |
| 23. Februar 1987  | Colombo          | [ 28 ]            | LTTE                    | autonomistisch, tamilisch-sozialistisch | Autobombe                                 | Wassertank                       | 60   | 0         | Bürgerkrieg in Sri Lanka |
| 24. März 1987     | Colombo          | [ 29 ]            | Tamilische Separatisten | autonomistisch                          | Schusswaffe(n), Messer                    |                                  | 25   | 0         | Bürgerkrieg in Sri Lanka |
| 04. April 1987    | Jaffna           | [ 30 ]            | LTTE                    | autonomistisch, tamilisch-sozialistisch |                                           |                                  | 65   | 1         | Bürgerkrieg in Sri Lanka |
| 17. April 1987    | Trincomalee      | [ 31 ]            | LTTE                    | autonomistisch, tamilisch-sozialistisch | Automatische Schusswaffe(n)               | Bus, Singhalesische Zivilisten   | 126  | 64        | Bürgerkrieg in Sri Lanka |
| 21. April 1987    | Colombo          | [ 32 ]            | LTTE                    | autonomistisch, tamilisch-sozialistisch | Autobombe                                 | Busbahnhof                       | 106  | 295       | Bürgerkrieg in Sri Lanka |
| 01. Juni 1987     | Kandy            | [ 33 ]            | LTTE                    | autonomistisch, tamilisch-sozialistisch | Automatische Schusswaffe(n)               | Buddhistische Mönche in Bus      | 30   | 0         | Bürgerkrieg in Sri Lanka |
| 02. Juni 1987     | Ampara           | [ 34 ]            | LTTE                    | autonomistisch, tamilisch-sozialistisch | Schusswaffen, Schwerter, Maschinengewehre | Buddhistische Mönche, Zivilisten | 34   | 11        | Bürgerkrieg in Sri Lanka |
| 05. Juli 1987     | Nelliady         | [ 35 ]            | LTTE                    | autonomistisch, tamilisch-sozialistisch | Autobombe                                 | Militärschule                    | 27   | 20        | Bürgerkrieg in Sri Lanka |
| 06. Oktober 1987  | nahe Trincomalee | [ 36 ]            | LTTE                    | autonomistisch, tamilisch-sozialistisch | Automatische Schusswaffe(n)               | Dorf                             | 27   | 0         | Bürgerkrieg in Sri Lanka |
| 06. Oktober 1987  | Ampara           | [ 37 ]            | LTTE                    | autonomistisch, tamilisch-sozialistisch | Automatische Schusswaffe(n)               | Bus                              | 20   | 0         | Bürgerkrieg in Sri Lanka |
| 06. Oktober 1987  | Batticaloa       | [ 38 ]            | LTTE                    | autonomistisch, tamilisch-sozialistisch | Automatische Schusswaffe(n)               | Dorf                             | 59   | 0         | Bürgerkrieg in Sri Lanka |
| 06. Oktober 1987  | nahe Batticaloa  | [ 39 ]            | LTTE                    | autonomistisch, tamilisch-sozialistisch | Automatische Schusswaffe(n)               | Zug                              | 40   | 0         | Bürgerkrieg in Sri Lanka |
| 13. Oktober 1987  | Jaffna           | [ 40 ]            | Tamilische Extremisten  |                                         | Landmine                                  | Indischer Militärkonvoi          | 20   | 0         | Bürgerkrieg in Sri Lanka |
| 13. Oktober 1987  | Batticaloa       | [ 41 ]            | Tamilische Extremisten  |                                         | Automatische Schusswaffe(n)               | Indische Militäreinheit          | 22   | 0         | Bürgerkrieg in Sri Lanka |
| 13. Oktober 1987  | Jaffna           | [ 42 ]            | Tamilische Extremisten  |                                         | Automatische Schusswaffe(n)               | Indische Militäreinheit          | 30   |           | Bürgerkrieg in Sri Lanka |
| 09. November 1987 | Colombo          | [ 43 ]            | LTTE                    | autonomistisch, tamilisch-sozialistisch | Sprengstoff                               | Polizeistation                   | 32   | 106       | Bürgerkrieg in Sri Lanka |
| 12. November 1987 | Vavuniya         | [ 44 ]            | Tamilische Extremisten  |                                         | Landmine                                  | Bus                              | 25   | 0         | Bürgerkrieg in Sri Lanka |
| 27. Dezember 1987 | Batticaloa       | [ 45 ]            | LTTE                    | autonomistisch, tamilisch-sozialistisch | Automatische Schusswaffe(n)               | Markt                            | 25   | 11        | Bürgerkrieg in Sri Lanka |
| 31. Dezember 1987 | Kandy            | [ 46 ]            | LTTE                    | autonomistisch, tamilisch-sozialistisch | Sprengstoff                               | Hotel                            | 4    | 60        | Bürgerkrieg in Sri Lanka |

## 1988
| Datum/Beginn       | Ort                 | Artikel/Quelle(n) | Täter                      | Politische Ausrichtung                  | Mittel                                     | Ziel          | Tote | Verletzte | Hintergrund              |
| ------------------ | ------------------- | ----------------- | -------------------------- | --------------------------------------- | ------------------------------------------ | ------------- | ---- | --------- | ------------------------ |
| 05. März 1988      | Ostprovinz          | [ 47 ]            |                            |                                         | Landmine                                   | Lastwagen     | 18   | 23        | Bürgerkrieg in Sri Lanka |
| 11. März 1988      | nahe Trincomalee    | [ 48 ]            | Singhalesische Extremisten |                                         | Automatische Schusswaffe(n), Brandstiftung | Bus           | 22   | 0         | Bürgerkrieg in Sri Lanka |
| 01. Mai 1988       | Ostprovinz          | [ 49 ]            | LTTE                       | autonomistisch, tamilisch-sozialistisch | Landmine                                   | Bus           | 26   | 30        | Bürgerkrieg in Sri Lanka |
| 17. August 1988    | Trincomalee         | [ 50 ]            | LTTE                       | autonomistisch, tamilisch-sozialistisch | Sprengstoff                                | Markt         | 10   | 26        | Bürgerkrieg in Sri Lanka |
| 06. September 1988 | Colombo             | [ 51 ]            | JVP                        | kommunistisch, marxistisch-leninistisch | Sprengstoff                                | Restaurant    | 5    | 40        | Bürgerkrieg in Sri Lanka |
| 10. Oktober 1988   | Nord-Zentralprovinz | [ 52 ]            | LTTE                       | autonomistisch, tamilisch-sozialistisch | Automatische Schusswaffe(n), Messer        | Dorf          | 45   | 17        | Bürgerkrieg in Sri Lanka |
| 25. Oktober 1988   | Colombo             | [ 53 ]            | JVP                        | kommunistisch, marxistisch-leninistisch | Sprengstoff                                | Parteibüro    | 7    | 70        | Bürgerkrieg in Sri Lanka |
| 09. November 1988  | Jaffna              | [ 54 ]            |                            |                                         | Sprengstoff                                | Schule        | 4    | 20        | Bürgerkrieg in Sri Lanka |
| 17. November 1988  | Colombo             | [ 55 ]            | JVP                        | kommunistisch, marxistisch-leninistisch | Sprengstoff                                | Parteitreffen | 4    | 75        | Bürgerkrieg in Sri Lanka |
| 02. Dezember 1988  | Kadawatha           | [ 56 ]            | JVP                        | kommunistisch, marxistisch-leninistisch | Automatische Schusswaffe(n), Sprengstoff   | Kundgebung    | 4    | 100       | Bürgerkrieg in Sri Lanka |
| 13. Dezember 1988  | Colombo             | [ 57 ]            | JVP                        | kommunistisch, marxistisch-leninistisch | Automatische Schusswaffe(n), Sprengstoff   | Gefängnis     | 30   | 0         | Bürgerkrieg in Sri Lanka |
| 16. Dezember 1988  | Colombo             | [ 58 ]            |                            |                                         | Sprengstoff                                | Kundgebung    | 0    | 30        | Bürgerkrieg in Sri Lanka |
| 18. Dezember 1988  | Balangoda           | [ 59 ]            | JVP                        | kommunistisch, marxistisch-leninistisch | Sprengstoff                                | Bus           | 3    | 50        | Bürgerkrieg in Sri Lanka |

## 1989
| Datum/Beginn       | Ort                 | Artikel/Quelle(n) | Täter          | Politische Ausrichtung                  | Mittel                              | Ziel                       | Tote | Verletzte | Hintergrund              |
| ------------------ | ------------------- | ----------------- | -------------- | --------------------------------------- | ----------------------------------- | -------------------------- | ---- | --------- | ------------------------ |
| 05. Februar 1989   | Polonnaruwa         | [ 60 ]            | JVP            | kommunistisch, marxistisch-leninistisch | Sprengstoff, Pistole(n)             | Kundgebung                 | 0    | 38        | Bürgerkrieg in Sri Lanka |
| 11. Februar 1989   | Colombo             | [ 61 ]            | vermutlich JVP | kommunistisch, marxistisch-leninistisch | Sprengstoff                         | Parteitreffen              | 1    | 25        | Bürgerkrieg in Sri Lanka |
| 11. Februar 1989   | Nordostprovinz      | [ 62 ]            | LTTE           | autonomistisch, tamilisch-sozialistisch | Automatische Schusswaffe(n), Messer | Dorf                       | 35   | 0         | Bürgerkrieg in Sri Lanka |
| 27. Februar 1989   | Nord-Zentralprovinz | [ 63 ]            | LTTE           | autonomistisch, tamilisch-sozialistisch | Automatische Schusswaffe(n), Messer | Dorf                       | 32   | 4         | Bürgerkrieg in Sri Lanka |
| 04. März 1988      | Mullaitivu          | [ 64 ]            | LTTE           | autonomistisch, tamilisch-sozialistisch | Automatische Schusswaffe(n)         | Militäreinheit             | 58   | 13        | Bürgerkrieg in Sri Lanka |
| 06. April 1989     | Vavuniya            | [ 65 ]            | LTTE           | autonomistisch, tamilisch-sozialistisch | Automatische Schusswaffe(n)         | Indische Militäreinheit    | 28   | 0         | Bürgerkrieg in Sri Lanka |
| 13. April 1989     | Trincomalee         | [ 66 ]            | JVP            | kommunistisch, marxistisch-leninistisch | Sprengstoff                         | Hotel                      | 0    | 20        | Bürgerkrieg in Sri Lanka |
| 13. April 1989     | Trincomalee         | [ 67 ]            |                |                                         | Autobombe                           | Einkaufszentrum            | 42   | 56        | Bürgerkrieg in Sri Lanka |
| 15. April 1989     | Mullaitivu          | [ 68 ]            | LTTE           | autonomistisch, tamilisch-sozialistisch | Automatische Schusswaffe(n)         | Militäreinheit             | 21   | 0         | Bürgerkrieg in Sri Lanka |
| 21. Mai 1989       | Vavuniya            | [ 69 ]            | LTTE           | autonomistisch, tamilisch-sozialistisch | Automatische Schusswaffe(n)         | Milizionäre                | 51   | 0         | Bürgerkrieg in Sri Lanka |
| 28. Juni 1989      | Galle               | [ 70 ]            | JVP            | kommunistisch, marxistisch-leninistisch | Sprengstoff                         | Regierungsgebäude          | 3    | 20        | Bürgerkrieg in Sri Lanka |
| 18. Dezember 1989  | Kataragama          | [ 71 ]            | vermutlich JVP | kommunistisch, marxistisch-leninistisch | Sprengstoff                         | Religiöse Prozession       | 13   | 60        | Bürgerkrieg in Sri Lanka |
| 02. August 1989    | Valvettithurai      | [ 72 ]            | LTTE           | autonomistisch, tamilisch-sozialistisch | Automatische Schusswaffe(n)         | Indische Militärpatrouille | 35   | 11        | Bürgerkrieg in Sri Lanka |
| 16. August 1989    | Mannar              | [ 73 ]            | LTTE           | autonomistisch, tamilisch-sozialistisch | Automatische Schusswaffe(n)         | Indisches Militärlager     | 24   | 0         | Bürgerkrieg in Sri Lanka |
| 24. August 1989    | Südprovinz          | [ 74 ]            | JVP            | kommunistisch, marxistisch-leninistisch | Automatische Schusswaffe(n)         | Hafen                      | 19   | 25        | Bürgerkrieg in Sri Lanka |
| 25. August 1989    | Nord-Zentralprovinz | [ 75 ]            |                |                                         | Automatische Schusswaffe(n)         |                            | 25   | 0         | Bürgerkrieg in Sri Lanka |
| 19. September 1989 | Gampaha             | [ 76 ]            |                |                                         | Sprengstoff                         | Polizeistation             | 2    | 24        | Bürgerkrieg in Sri Lanka |
| 22. September 1989 | Matara              | [ 77 ]            | JVP            | kommunistisch, marxistisch-leninistisch | Granaten                            | Polizeitrainingszentrum    | 0    | 21        | Bürgerkrieg in Sri Lanka |
| 25. Oktober 1989   | Kandy               | [ 78 ]            | Vigilanten     |                                         | Messer                              |                            | 24   | 0         | Bürgerkrieg in Sri Lanka |
| 02. November 1989  | Zentralprovinz      | [ 79 ]            | Vigilanten     |                                         | Automatische Schusswaffe(n)         |                            | 31   | 0         | Bürgerkrieg in Sri Lanka |
| 14. November 1989  | Zentralprovinz      | [ 80 ]            | Vigilanten     |                                         | Automatische Schusswaffe(n)         |                            | 30   | 0         | Bürgerkrieg in Sri Lanka |
| 11. Dezember 1989  | Südprovinz          | [ 81 ]            | JVP            | kommunistisch, marxistisch-leninistisch | Pistole(n), Messer                  | Dorf                       | 24   | 0         | Bürgerkrieg in Sri Lanka |

## 1990
| Datum/Beginn    | Ort                 | Artikel/Quelle(n)                     | Täter                   | Politische Ausrichtung                  | Mittel                                   | Ziel                                      | Tote    | Verletzte | Hintergrund              |
| --------------- | ------------------- | ------------------------------------- | ----------------------- | --------------------------------------- | ---------------------------------------- | ----------------------------------------- | ------- | --------- | ------------------------ |
| 08. März 1990   | Kattankudy          | [ 82 ]                                | LTTE                    | autonomistisch, tamilisch-sozialistisch | Maschinengewehre, Handgranaten           | 2 Moscheen, Muslimische Zivilisten        | 110–140 | 75        | Bürgerkrieg in Sri Lanka |
| 11. Juni 1990   | Ostprovinz          | [ 83 ] [ 84 ] [ 85 ] [ 86 ] [ 87 ]    | LTTE                    | autonomistisch, tamilisch-sozialistisch | Automatische Schusswaffen                | Polizeistationen, unbewaffnete Polizisten | 600–774 | 1         | Bürgerkrieg in Sri Lanka |
| 19. Juni 1990   | Chennai             | [ 88 ]                                | LTTE                    | autonomistisch, tamilisch-sozialistisch | Automatische Schusswaffe(n)              | Parteibüro                                | 16      | 20        | Bürgerkrieg in Sri Lanka |
| 21. Juni 1990   | nahe Jaffna         | [ 89 ]                                | LTTE                    | autonomistisch, tamilisch-sozialistisch | Automatische Schusswaffe(n)              | Militärflughafen                          | 6       | 27        | Bürgerkrieg in Sri Lanka |
| 13. Juli 1990   | Nordostprovinz      | [ 90 ]                                | LTTE                    | autonomistisch, tamilisch-sozialistisch | Automatische Schusswaffe(n)              | 3 Busse                                   | 35      | 0         | Bürgerkrieg in Sri Lanka |
| 26. Juli 1990   | Nord-Zentralprovinz | [ 91 ]                                | LTTE                    | autonomistisch, tamilisch-sozialistisch | Pistole(n), Messer                       | Dorf                                      | 21      | 0         | Bürgerkrieg in Sri Lanka |
| 03. August 1990 | Kattankudy          | [ 92 ] [ 93 ]                         | LTTE                    | autonomistisch, tamilisch-sozialistisch | Automatische Schusswaffe(n)              | Moscheen                                  | 112     | 100       | Bürgerkrieg in Sri Lanka |
| 07. August 1990 | Jaffna              | [ 94 ]                                | LTTE                    | autonomistisch, tamilisch-sozialistisch | Automatische Schusswaffe(n)              | Militäreinheit                            | 33      | 0         | Bürgerkrieg in Sri Lanka |
| 07. August 1990 | Ampara              | [ 95 ]                                | LTTE                    | autonomistisch, tamilisch-sozialistisch | Automatische Schusswaffe(n)              | Dorf                                      | 30      | 0         | Bürgerkrieg in Sri Lanka |
| 08. August 1990 | Trincomalee         | [ 96 ]                                | LTTE                    | autonomistisch, tamilisch-sozialistisch | Automatische Schusswaffe(n)              | Bus                                       | 27      | 0         | Bürgerkrieg in Sri Lanka |
| 08. August 1990 | Südprovinz          | [ 97 ]                                | LTTE                    | autonomistisch, tamilisch-sozialistisch | Automatische Schusswaffe(n), Schwert(er) | Dorf                                      | 30      | 0         | Bürgerkrieg in Sri Lanka |
| 11. August 1990 | nahe Eravur         | [ 98 ] [ 99 ] [ 100 ] [ 101 ] [ 102 ] | LTTE                    | autonomistisch, tamilisch-sozialistisch | Automatische Schusswaffen, Äxte, Messer  | Dorf/Dörfer                               | 125     | 0         | Bürgerkrieg in Sri Lanka |
| 13. August 1990 | Mannar              | [ 103 ]                               | LTTE                    | autonomistisch, tamilisch-sozialistisch | Automatische Schusswaffe(n)              | Militäreinheit                            | 26      | 0         | Bürgerkrieg in Sri Lanka |
| 14. August 1990 | Ostprovinz          | [ 104 ]                               | Muslimische Extremisten |                                         | Automatische Schusswaffe(n), Axt/Äxte    | Dorf                                      | 44      | 0         | Bürgerkrieg in Sri Lanka |
| 14. August 1990 | Batticaloa          | [ 105 ]                               | Muslimische Extremisten |                                         | Automatische Schusswaffe(n), Axt/Äxte    | Dorf                                      | 40      | 0         | Bürgerkrieg in Sri Lanka |

## 1991
| Datum/Beginn       | Ort                    | Artikel/Quelle(n) | Täter | Politische Ausrichtung                  | Mittel                              | Ziel           | Tote | Verletzte | Hintergrund              |
| ------------------ | ---------------------- | ----------------- | ----- | --------------------------------------- | ----------------------------------- | -------------- | ---- | --------- | ------------------------ |
| 23. Januar 1991    | Ostprovinz             | [ 106 ]           | LTTE  | autonomistisch, tamilisch-sozialistisch | Automatische Schusswaffe(n)         | Dorf           | 27   | 0         | Bürgerkrieg in Sri Lanka |
| 02. März 1991      | Colombo                |                   | LTTE  | autonomistisch, tamilisch-sozialistisch | Autobombe                           |                | 19   | 73        | Bürgerkrieg in Sri Lanka |
| 24. März 1991      | Akaraipattu            | [ 107 ]           | LTTE  | autonomistisch, tamilisch-sozialistisch | Sprengstoff                         | Markt          | 8    | 50        | Bürgerkrieg in Sri Lanka |
| 05. April 1991     | nahe Mannar            | [ 108 ]           | LTTE  | autonomistisch, tamilisch-sozialistisch | Automatische Schusswaffe(n)         | Militäreinheit | 25   | 0         | Bürgerkrieg in Sri Lanka |
| 20. April 1991     | Nordostprovinz         | [ 109 ]           | LTTE  | autonomistisch, tamilisch-sozialistisch | Automatische Schusswaffe(n)         | Militäreinheit | 24   | 0         | Bürgerkrieg in Sri Lanka |
| 21. April 1991     | Uva                    | [ 110 ]           | LTTE  | autonomistisch, tamilisch-sozialistisch | Automatische Schusswaffe(n)         | Dorf           | 21   | 0         | Bürgerkrieg in Sri Lanka |
| 12. Juni 1991      | Batticaloa             | [ 111 ]           | LTTE  | autonomistisch, tamilisch-sozialistisch | Automatische Schusswaffe(n)         | Militäreinheit | 58   | 1         | Bürgerkrieg in Sri Lanka |
| 17. Juni 1991      | Ostprovinz             | [ 112 ]           | LTTE  | autonomistisch, tamilisch-sozialistisch | Automatische Schusswaffe(n)         | Militäreinheit | 140  | 0         | Bürgerkrieg in Sri Lanka |
| 21. Juni 1991      | Colombo                | [ 113 ]           | LTTE  | autonomistisch, tamilisch-sozialistisch | Selbstmordattentäter mit Autobombe  | Militärgebäude | 60   | 85        | Bürgerkrieg in Sri Lanka |
| 15. Juli 1991      | Jaffna                 | [ 114 ]           | LTTE  | autonomistisch, tamilisch-sozialistisch | Automatische Schusswaffe(n), Mörser | Militärkonvoi  | 200  | 0         | Bürgerkrieg in Sri Lanka |
| 09. August 1991    | Elefantenpass          | [ 115 ]           | LTTE  | autonomistisch, tamilisch-sozialistisch | Automatische Schusswaffe(n)         | Militäreinheit | 7    | 36        | Bürgerkrieg in Sri Lanka |
| 10. August 1991    | nahe dem Elefantenpass | [ 116 ]           | LTTE  | autonomistisch, tamilisch-sozialistisch | Automatische Schusswaffe(n)         | Militärlager   | 43   | 17        | Bürgerkrieg in Sri Lanka |
| 01. September 1991 | Kattankudy             | [ 117 ]           | LTTE  | autonomistisch, tamilisch-sozialistisch | Autobombe                           | Polizeistation | 8    | 20        | Bürgerkrieg in Sri Lanka |
| 24. Dezember 1991  | Anuradhapura           | [ 118 ]           | LTTE  | autonomistisch, tamilisch-sozialistisch | Automatische Schusswaffe(n)         | Militäreinheit | 21   | 30        | Bürgerkrieg in Sri Lanka |

## 1992
| Datum/Beginn       | Ort               | Artikel/Quelle(n)       | Täter                   | Politische Ausrichtung                  | Mittel                                  | Ziel                         | Tote   | Verletzte | Hintergrund              |
| ------------------ | ----------------- | ----------------------- | ----------------------- | --------------------------------------- | --------------------------------------- | ---------------------------- | ------ | --------- | ------------------------ |
| 21. Januar 1992    | Trincomalee       | [ 119 ]                 | LTTE                    | autonomistisch, tamilisch-sozialistisch | Automatische Schusswaffe(n)             | Militärpatrouille            | 20     | 0         | Bürgerkrieg in Sri Lanka |
| 26. Januar 1992    | Ampara            | [ 120 ]                 | LTTE                    | autonomistisch, tamilisch-sozialistisch | Landmine                                | Bus                          | 13     | 32        | Bürgerkrieg in Sri Lanka |
| 30. Januar 1992    | Kattankudy        | [ 121 ]                 | LTTE                    | autonomistisch, tamilisch-sozialistisch | Sprengstoff                             | Dorf                         | 3      | 20        | Bürgerkrieg in Sri Lanka |
| 10. Februar 1992   | Mullaitivu        | [ 122 ]                 | LTTE                    | autonomistisch, tamilisch-sozialistisch | Automatische Schusswaffe(n)             | Militärlager                 | 41     | 0         | Bürgerkrieg in Sri Lanka |
| 21. Februar 1992   | Trincomalee       | [ 123 ]                 | LTTE                    | autonomistisch, tamilisch-sozialistisch | Automatische Schusswaffe(n), Landmine   | Militärpatrouille            | 21     | 0         | Bürgerkrieg in Sri Lanka |
| 10. April 1992     | Colombo           | [ 124 ]                 | LTTE                    | autonomistisch, tamilisch-sozialistisch | Sprengstoff                             | Bus                          | 25     | 40        | Bürgerkrieg in Sri Lanka |
| 10. April 1992     | Colombo           | [ 125 ]                 | LTTE                    | autonomistisch, tamilisch-sozialistisch | Autobombe                               |                              | 10     | 35        | Bürgerkrieg in Sri Lanka |
| 10. April 1992     | Ampara            | [ 126 ]                 | LTTE                    | autonomistisch, tamilisch-sozialistisch | Sprengstoff                             | Bus                          | 45     | 40        | Bürgerkrieg in Sri Lanka |
| 28. April 1992     | Polonnaruwa       | [ 127 ]                 | LTTE                    | autonomistisch, tamilisch-sozialistisch | Automatische Schusswaffe(n), Messer     | Dörfer                       | 56-157 | 17        | Bürgerkrieg in Sri Lanka |
| 29. April 1992     | Nordwestprovinz   | [ 128 ]                 | Muslimische Extremisten |                                         | Automatische Schusswaffe(n)             | Dorf                         | 42     | 0         | Bürgerkrieg in Sri Lanka |
| 06. Juli 1992      | Jaffna            | [ 129 ]                 | LTTE                    | autonomistisch, tamilisch-sozialistisch | Automatische Schusswaffe(n), Mörser     | Militäreinheit               | 30     | 9         | Bürgerkrieg in Sri Lanka |
| 11. Juli 1992      | nahe Anuradhapura | [ 130 ]                 | LTTE                    | autonomistisch, tamilisch-sozialistisch | Automatische Schusswaffe(n)             | Militärlager                 | 40     | 0         | Bürgerkrieg in Sri Lanka |
| 29. Juli 1992      | Batticaloa        | [ 131 ]                 | LTTE                    | autonomistisch, tamilisch-sozialistisch | Automatische Schusswaffe(n), Granate(n) | Sicherheitspatrouille        | 25     | 0         | Bürgerkrieg in Sri Lanka |
| 30. August 1992    | Trincomalee       | [ 132 ]                 | LTTE                    | autonomistisch, tamilisch-sozialistisch | Sprengstoff                             | Markt                        | 8      | 23        | Bürgerkrieg in Sri Lanka |
| 01. September 1992 | Ampara            | [ 133 ]                 | LTTE                    | autonomistisch, tamilisch-sozialistisch | Sprengstoff                             | Markt                        | 17     | 20        | Bürgerkrieg in Sri Lanka |
| 10. September 1992 | nahe Kinniya      | [ 134 ]                 | LTTE                    | autonomistisch, tamilisch-sozialistisch | Sprengstoff                             | Fähre                        | 30     | 0         | Bürgerkrieg in Sri Lanka |
| 21. September 1992 | Batticaloa        | [ 135 ]                 | LTTE                    | autonomistisch, tamilisch-sozialistisch | Automatische Schusswaffe(n)             | Militärpatrouille            | 23     | 0         | Bürgerkrieg in Sri Lanka |
| 15. Oktober 1992   |                   | Palliyagodella-Massaker | LTTE                    | autonomistisch, tamilisch-sozialistisch | Automatische Schusswaffe(n)             | Dorf, Muslimische Zivilisten | 285    |           | Bürgerkrieg in Sri Lanka |
| 24. Dezember 1992  | nahe Weli Oya     | [ 137 ]                 | LTTE                    | autonomistisch, tamilisch-sozialistisch | Automatische Schusswaffe(n)             | Militäreinheit               | 42     | 30        | Bürgerkrieg in Sri Lanka |

## 1993
| Datum/Beginn      | Ort         | Artikel/Quelle(n) | Täter | Politische Ausrichtung                  | Mittel                            | Ziel                        | Tote       | Verletzte | Hintergrund              |
| ----------------- | ----------- | ----------------- | ----- | --------------------------------------- | --------------------------------- | --------------------------- | ---------- | --------- | ------------------------ |
| 01. Mai 1993      | Colombo     | [ 138 ]           | LTTE  | autonomistisch, tamilisch-sozialistisch | Selbstmordattentäter auf Motorrad | Ranasinghe Premadasa        | 24 (+1)    |           | Bürgerkrieg in Sri Lanka |
| 25. Juli 1993     | Nordprovinz | [ 139 ]           | LTTE  | autonomistisch, tamilisch-sozialistisch | Mörser, Automatische Schusswaffen | Militärlager                | 37         | 0         | Bürgerkrieg in Sri Lanka |
| 11. November 1993 | Kilinochchi | [ 140 ]           | LTTE  | autonomistisch, tamilisch-sozialistisch | Schusswaffen, Geiselnahme         | Militärstützpunkt, Soldaten | 500 (+470) | 400       | Bürgerkrieg in Sri Lanka |

## 1994
| Datum/Beginn       | Ort          | Artikel/Quelle(n) | Täter | Politische Ausrichtung                  | Mittel                             | Ziel                   | Tote | Verletzte | Hintergrund              |
| ------------------ | ------------ | ----------------- | ----- | --------------------------------------- | ---------------------------------- | ---------------------- | ---- | --------- | ------------------------ |
| 19. Januar 1994    | Anuradhapura | [ 141 ]           | LTTE  | autonomistisch, tamilisch-sozialistisch | Sprengstoff                        | Bus                    | 15   | 40        | Bürgerkrieg in Sri Lanka |
| 19. September 1994 | Puttalam     | [ 142 ]           | LTTE  | autonomistisch, tamilisch-sozialistisch | Selbstmordattentäter mit Autobombe | Marine-Patrouillenboot | 30   | 0         | Bürgerkrieg in Sri Lanka |
| 24. Dezember 1994  | Batticaloa   | [ 143 ]           | LTTE  | autonomistisch, tamilisch-sozialistisch | Landmine                           | Bus                    | 7    | 23        | Bürgerkrieg in Sri Lanka |

## 1995
| Datum/Beginn       | Ort             | Artikel/Quelle(n) | Täter | Politische Ausrichtung                  | Mittel                                                 | Ziel                                                           | Tote    | Verletzte | Hintergrund              |
| ------------------ | --------------- | ----------------- | ----- | --------------------------------------- | ------------------------------------------------------ | -------------------------------------------------------------- | ------- | --------- | ------------------------ |
| 21. April 1995     | Batticaloa      | [ 144 ]           | LTTE  | autonomistisch, tamilisch-sozialistisch | Mörser, Panzerfäuste                                   | Militärstützpunkt                                              | 25      | 40        | Bürgerkrieg in Sri Lanka |
| 28. April 1995     | Jaffna          | [ 145 ]           | LTTE  | autonomistisch, tamilisch-sozialistisch | Flugabwehrrakete                                       | Militärflugzeug                                                | 38      | 0         | Bürgerkrieg in Sri Lanka |
| 29. April 1995     | Jaffna          | [ 146 ]           | LTTE  | autonomistisch, tamilisch-sozialistisch | Flugabwehrrakete                                       | Militärflugzeug                                                | 52      | 0         | Bürgerkrieg in Sri Lanka |
| 23. Mai 1995       | Batticaloa      | [ 147 ]           | LTTE  | autonomistisch, tamilisch-sozialistisch |                                                        | Militärpatrouille                                              | 27      | 0         | Bürgerkrieg in Sri Lanka |
| 26. Mai 1995       | Kallarawa       | [ 148 ]           | LTTE  | autonomistisch, tamilisch-sozialistisch | Schusswaffe(n)                                         | Dorf                                                           | 42      |           | Bürgerkrieg in Sri Lanka |
| 28. Mai 1995       | Batticaloa      | [ 149 ]           | LTTE  | autonomistisch, tamilisch-sozialistisch |                                                        | Militärlager                                                   | 23      | 0         | Bürgerkrieg in Sri Lanka |
| 06. Juni 1995      | Chandel         | [ 150 ]           |       |                                         | Schusswaffe(n)                                         |                                                                | 13      | 20        |                          |
| 12. Juni 1995      | Hikkaduwa       | [ 151 ]           |       |                                         | Sprengstoff                                            | Touristen                                                      | 6       | 54        | Bürgerkrieg in Sri Lanka |
| 07. August 1995    | Colombo         | [ 152 ]           | LTTE  | autonomistisch, tamilisch-sozialistisch | Selbstmordattentäter                                   |                                                                | 24      | 40        | Bürgerkrieg in Sri Lanka |
| 28. September 1995 | Kalkudah        | [ 153 ]           | LTTE  | autonomistisch, tamilisch-sozialistisch |                                                        | Polizeiposten                                                  | 22      | 0         | Bürgerkrieg in Sri Lanka |
| Oktober 1995       | Ostprovinz      |                   | LTTE  | autonomistisch, tamilisch-sozialistisch |                                                        | Singhalesische Zivilisten                                      | ~120    |           | Bürgerkrieg in Sri Lanka |
| 02. Oktober 1995   | Ostprovinz      | [ 154 ]           | LTTE  | autonomistisch, tamilisch-sozialistisch | Selbstmordattentäter                                   | Marine-Landungsboot                                            | 15      | 34        | Bürgerkrieg in Sri Lanka |
| 20. Oktober 1995   | Colombo         | [ 155 ]           | LTTE  | autonomistisch, tamilisch-sozialistisch | Sprengstoff, Automatische Schusswaffe(n), Panzerfäuste | Staatliche Ölgesellschaft                                      | 21 (+4) | 32        | Bürgerkrieg in Sri Lanka |
| 21. Oktober 1995   | Nordwestprovinz | [ 156 ]           | LTTE  | autonomistisch, tamilisch-sozialistisch | Automatische Schusswaffe(n)                            | Dorf                                                           | 31      | 0         | Bürgerkrieg in Sri Lanka |
| 25. Oktober 1995   | Jaffna          | [ 157 ]           | LTTE  | autonomistisch, tamilisch-sozialistisch | Schusswaffen                                           | Mutmaßliche Polizeiinformanten                                 | 25      | 0         | Bürgerkrieg in Sri Lanka |
| 26. Oktober 1995   | Nordwestprovinz | [ 158 ]           | LTTE  | autonomistisch, tamilisch-sozialistisch | Automatische Schusswaffe(n)                            | Dorf                                                           | 50      | 0         | Bürgerkrieg in Sri Lanka |
| 05. November 1995  | Ampara          | [ 159 ]           | LTTE  | autonomistisch, tamilisch-sozialistisch | Sprengstoff                                            | Dorf                                                           | 2       | 37        | Bürgerkrieg in Sri Lanka |
| 11. November 1995  | Colombo         | [ 160 ]           | LTTE  | autonomistisch, tamilisch-sozialistisch | 2 Selbstmordattentäter                                 | Armee-Hauptquartier, Soldaten, Polizisten, Zivilisten, Bahnhof | 17 (+2) | 59        | Bürgerkrieg in Sri Lanka |
| 20. November 1995  | Ampara          | [ 161 ]           | LTTE  | autonomistisch, tamilisch-sozialistisch |                                                        | Polizisten                                                     | 3       | 30        | Bürgerkrieg in Sri Lanka |
| 24. November 1995  | Colombo         | [ 162 ]           | LTTE  | autonomistisch, tamilisch-sozialistisch | 2 Selbstmordattentäter                                 | Militärgebäude, Zivilisten                                     | 16 (+2) | 50        | Bürgerkrieg in Sri Lanka |
| 05. Dezember 1995  | Batticaloa      | [ 163 ]           | LTTE  | autonomistisch, tamilisch-sozialistisch | Selbstmordattentäter mit Schusswaffe(n)                | Polizeilager                                                   | 57      | 0         | Bürgerkrieg in Sri Lanka |
| 23. Dezember 1995  | Batticaloa      | [ 164 ]           | LTTE  | autonomistisch, tamilisch-sozialistisch |                                                        | Soldaten                                                       | 93      | 34        | Bürgerkrieg in Sri Lanka |

## 1996
| Datum/Beginn       | Ort                 | Artikel/Quelle(n)         | Täter | Politische Ausrichtung                  | Mittel                              | Ziel                             | Tote    | Verletzte | Hintergrund              |
| ------------------ | ------------------- | ------------------------- | ----- | --------------------------------------- | ----------------------------------- | -------------------------------- | ------- | --------- | ------------------------ |
| 22. Januar 1996    | Anuradhapura        | [ 165 ]                   | LTTE  | autonomistisch, tamilisch-sozialistisch | Panzerfaust                         | Dorf                             | 22      | 10        | Bürgerkrieg in Sri Lanka |
| 31. Januar 1996    | Colombo             | Anschlag in Colombo 1996  | LTTE  | autonomistisch, tamilisch-sozialistisch | Selbstmordattentäter mit Autobombe  | Bankgebäude, Zivilisten          | 90 (+1) | 1400      | Bürgerkrieg in Sri Lanka |
| 11. März 1996      | Batticaloa          | [ 167 ]                   | LTTE  | autonomistisch, tamilisch-sozialistisch |                                     | Polizeieinheit                   | 23      | 4         | Bürgerkrieg in Sri Lanka |
| 11. Mai 1996       | Batticaloa          | [ 168 ]                   | LTTE  | autonomistisch, tamilisch-sozialistisch | Schusswaffe(n)                      | Militärpatrouille                | 23      | 13        | Bürgerkrieg in Sri Lanka |
| 01. Juli 1996      | Uva                 | [ 169 ]                   | LTTE  | autonomistisch, tamilisch-sozialistisch | Granate                             | Militärpatrouille (Minenräumung) | 64      | 4         | Bürgerkrieg in Sri Lanka |
| 24. Juli 1996      | Colombo             | Anschlag in Dehiwala 1996 | LTTE  | autonomistisch, tamilisch-sozialistisch | Sprengstoff                         | Pendlerzug                       | 61      | 391       | Bürgerkrieg in Sri Lanka |
| 11. August 1996    | Batticaloa          | [ 171 ]                   |       |                                         | Sprengstoff                         | Hindu-Tempel                     | 0       | 37        | Bürgerkrieg in Sri Lanka |
| 29. August 1996    | Panadura            | [ 172 ]                   | LTTE  | autonomistisch, tamilisch-sozialistisch | Schusswaffen                        | Polizeiposten                    | 29      | 15        | Bürgerkrieg in Sri Lanka |
| 12. September 1996 | Ampara              | [ 173 ]                   | LTTE  | autonomistisch, tamilisch-sozialistisch | Granaten, Schusswaffen              | Passagierbus                     | 11      | 27        | Bürgerkrieg in Sri Lanka |
| 19. September 1996 | Nord-Zentralprovinz | [ 174 ]                   | LTTE  | autonomistisch, tamilisch-sozialistisch | Automatische Schusswaffe(n), Messer | Dorf                             | 40      | 0         | Bürgerkrieg in Sri Lanka |
| 30. September 1996 | Jaffna              | [ 175 ]                   | LTTE  | autonomistisch, tamilisch-sozialistisch | Landmine                            | Polizeikonvoi                    | 4       | 27        | Bürgerkrieg in Sri Lanka |

## 1997
| Datum/Beginn       | Ort                 | Artikel/Quelle(n) | Täter | Politische Ausrichtung                  | Mittel                                           | Ziel               | Tote | Verletzte | Hintergrund              |
| ------------------ | ------------------- | ----------------- | ----- | --------------------------------------- | ------------------------------------------------ | ------------------ | ---- | --------- | ------------------------ |
| 04. Januar 1997    | Batticaloa          | [ 176 ]           | LTTE  | autonomistisch, tamilisch-sozialistisch | Landmine                                         | Militärkonvoi      | 0    | 20        | Bürgerkrieg in Sri Lanka |
| 18. Januar 1997    | Nord-Zentralprovinz | [ 177 ]           | LTTE  | autonomistisch, tamilisch-sozialistisch | Mörser                                           | Polizeistation     | 22   | 18        | Bürgerkrieg in Sri Lanka |
| 27. April 1997     | Trincomalee         | [ 178 ]           | LTTE  | autonomistisch, tamilisch-sozialistisch |                                                  | Militärpatrouille  | 22   | 4         | Bürgerkrieg in Sri Lanka |
| 10. Juni 1997      | Vavuniya            | [ 179 ]           | LTTE  | autonomistisch, tamilisch-sozialistisch | Artillerie                                       | Dorf               | 3    | 25        | Bürgerkrieg in Sri Lanka |
| 16. Juni 1997      | Osten               | [ 180 ]           | LTTE  | autonomistisch, tamilisch-sozialistisch | Paketbombe                                       | Markt              | 0    | 25        | Bürgerkrieg in Sri Lanka |
| 09. September 1997 | Trincomalee         | [ 181 ]           | LTTE  | autonomistisch, tamilisch-sozialistisch | Panzerfäuste                                     | COSCO-Schiff       | 37   | 10        | Bürgerkrieg in Sri Lanka |
| 15. Oktober 1997   | Colombo             | [ 182 ]           | LTTE  | autonomistisch, tamilisch-sozialistisch | Selbstmordattentäter mit Autobombe, Panzerfäuste | World Trade Center | 15   | 105       | Bürgerkrieg in Sri Lanka |
| 09. Dezember 1997  | Batticaloa          | [ 183 ]           | LTTE  | autonomistisch, tamilisch-sozialistisch | Granate(n)                                       | Markt              | 4    | 28        | Bürgerkrieg in Sri Lanka |

## 1998
| Datum/Beginn       | Ort              | Artikel/Quelle(n) | Täter           | Politische Ausrichtung                  | Mittel                                                 | Ziel                                        | Tote      | Verletzte | Hintergrund              |
| ------------------ | ---------------- | ----------------- | --------------- | --------------------------------------- | ------------------------------------------------------ | ------------------------------------------- | --------- | --------- | ------------------------ |
| 26. Januar 1998    | Kandy            | [ 184 ]           | vermutlich LTTE | autonomistisch, tamilisch-sozialistisch | 3 Selbstmordattentäter mit Autobombe                   | Hindu-Tempel                                | 23 (+3)   |           | Bürgerkrieg in Sri Lanka |
| 01. Februar 1998   | Kilinochchi      | [ 185 ]           | LTTE            | autonomistisch, tamilisch-sozialistisch |                                                        | Soldaten                                    | 20 (+300) | 80 (+?)   | Bürgerkrieg in Sri Lanka |
| 15. Februar 1998   | Mullaitivu       | [ 186 ]           | LTTE            | autonomistisch, tamilisch-sozialistisch | Mörser                                                 | Soldaten                                    | 20        | 115+      | Bürgerkrieg in Sri Lanka |
| 23. Februar 1998   | nahe Point Pedro | [ 187 ]           | LTTE            | autonomistisch, tamilisch-sozialistisch | 8 Selbstmordattentäter mit sprengstoffbeladenen Booten | Marinefrachtschiff, Landungsboot            | 46 (+8)   |           | Bürgerkrieg in Sri Lanka |
| 05. März 1998      | Colombo          | [ 188 ]           | LTTE            | autonomistisch, tamilisch-sozialistisch | Selbstmordattentäter                                   | Bus                                         | 36 (+1)   | 260       | Bürgerkrieg in Sri Lanka |
| 09. März 1998      | Batticaloa       | [ 189 ]           | LTTE            | autonomistisch, tamilisch-sozialistisch | Sprengsatz                                             | Lastwagen                                   | 6         | 30        | Bürgerkrieg in Sri Lanka |
| 14. März 1998      | Mullaitivu       | [ 190 ]           | LTTE            | autonomistisch, tamilisch-sozialistisch | Artillerie                                             | Soldaten                                    | 30        | 100+      | Bürgerkrieg in Sri Lanka |
| 11. September 1998 | Jaffna           | [ 191 ]           |                 |                                         | Selbstmordattentäter                                   | Bürgermeister, Polizei- und Armee-Offiziere | 20 (+1)   |           | Bürgerkrieg in Sri Lanka |
| 06. Dezember 1998  | Mullaitivu       | [ 192 ]           | vermutlich LTTE | autonomistisch, tamilisch-sozialistisch | Mörser                                                 | Energieminister, Zivilisten                 | 4         | 40        | Bürgerkrieg in Sri Lanka |

## 1999
| Datum/Beginn       | Ort              | Artikel/Quelle(n) | Täter           | Politische Ausrichtung                  | Mittel                                         | Ziel                                          | Tote    | Verletzte | Hintergrund              |
| ------------------ | ---------------- | ----------------- | --------------- | --------------------------------------- | ---------------------------------------------- | --------------------------------------------- | ------- | --------- | ------------------------ |
| 12. März 1999      | Nawalapitiya     | [ 193 ]           |                 |                                         | Schusswaffen, Granaten                         | Parteitreffen                                 | 1       | 34        | Bürgerkrieg in Sri Lanka |
| 04. August 1999    | Veppankulam      | [ 194 ]           | LTTE            | autonomistisch, tamilisch-sozialistisch | Selbstmordattentäterin                         | Polizeifahrzeug                               | 14 (+1) | 30        | Bürgerkrieg in Sri Lanka |
| 11. August 1999    | Batticaloa       | [ 195 ]           | vermutlich LTTE | autonomistisch, tamilisch-sozialistisch | Sprengsatz                                     | Militärkonvoi                                 | 9       | 30        | Bürgerkrieg in Sri Lanka |
| 18. September 1999 | Ampara           | [ 196 ]           | LTTE            | autonomistisch, tamilisch-sozialistisch | Messer, Schwerter, Schusswaffen, Brandstiftung | Singhalesische Zivilisten                     | 54      |           | Bürgerkrieg in Sri Lanka |
| 23. September 1999 | Batticaloa       | [ 197 ]           | vermutlich LTTE | autonomistisch, tamilisch-sozialistisch | Landmine                                       | Militärkonvoi                                 | 18      | 30        | Bürgerkrieg in Sri Lanka |
| 26. September 1999 | Badulla          | [ 198 ]           |                 |                                         | Sprengstoff                                    | Passagierbus                                  | 1       | 28        | Bürgerkrieg in Sri Lanka |
| 14. November 1999  | Eppawala         | [ 199 ]           | vermutlich LTTE | autonomistisch, tamilisch-sozialistisch | Granate                                        | Wahlkampfveranstaltung                        | 2       | 43        | Bürgerkrieg in Sri Lanka |
| 13. Dezember 1999  | Chavakacheri     | [ 200 ]           | LTTE            | autonomistisch, tamilisch-sozialistisch | Mörser, Artillerie                             | Parteibüro, Militärlager, Polizeistation      | 1       | ~100      | Bürgerkrieg in Sri Lanka |
| 18. Dezember 1999  | Colombo, Gampaha | [ 201 ] [ 202 ]   | vermutlich LTTE | autonomistisch, tamilisch-sozialistisch | 2 Selbstmordattentäter                         | Wahlkampfveranstaltung, Präsident, Zivilisten | 21 (+2) | 150       | Bürgerkrieg in Sri Lanka |

## 2000
| Datum/Beginn       | Ort                 | Artikel/Quelle(n) | Täter                            | Politische Ausrichtung                  | Mittel                                                  | Ziel                                            | Tote     | Verletzte | Hintergrund              |
| ------------------ | ------------------- | ----------------- | -------------------------------- | --------------------------------------- | ------------------------------------------------------- | ----------------------------------------------- | -------- | --------- | ------------------------ |
| 05. Januar 2000    | Colombo             | [ 203 ]           | Gunanayagam Leela Lakshmi (LTTE) | autonomistisch, tamilisch-sozialistisch | Selbstmordattentäterin                                  | Premierministerresidenz, Sicherheitskräfte      | 10 (+1)  | 25        | Bürgerkrieg in Sri Lanka |
| 20. Januar 2000    | Trincomalee         | [ 204 ]           | vermutlich LTTE                  | autonomistisch, tamilisch-sozialistisch | Mörser                                                  | Polizeiparade                                   | 5        | 25        | Bürgerkrieg in Sri Lanka |
| 27. Januar 2000    | Vavuniya            | [ 205 ]           | LTTE                             | autonomistisch, tamilisch-sozialistisch | Paketbombe                                              | Postamt                                         | 11       | 73        | Bürgerkrieg in Sri Lanka |
| 08. Februar 2000   | Colombo             | [ 206 ]           | LTTE                             | autonomistisch, tamilisch-sozialistisch | 2 Sprengsätze                                           | Busse, Zivilisten                               | 3        | 42        | Bürgerkrieg in Sri Lanka |
| 10. März 2000      | Colombo             | [ 207 ]           | vermutlich LTTE                  | autonomistisch, tamilisch-sozialistisch | Automatische Schusswaffen, Granaten                     | Polizisten, Zivilisten                          | 22       | 47        | Bürgerkrieg in Sri Lanka |
| 10. Mai 2000       | Jaffna              | [ 208 ]           | LTTE                             | autonomistisch, tamilisch-sozialistisch | Selbstmordattentäter                                    | Soldaten                                        | 0 (+?)   | 149       | Bürgerkrieg in Sri Lanka |
| 17. Mai 2000       | Batticaloa          | [ 209 ]           | vermutlich LTTE                  | autonomistisch, tamilisch-sozialistisch | Sprengsatz                                              | Buddhistisches Festival, Polizisten, Zivilisten | 17       | 75        | Bürgerkrieg in Sri Lanka |
| 30. Mai 2000       | Vavuniya            | [ 210 ]           | LTTE                             | autonomistisch, tamilisch-sozialistisch | Landmine                                                | Polizeikonvoi                                   | 5        | 20        | Bürgerkrieg in Sri Lanka |
| 05. Juni 2000      | nahe Vadamarachchi  | [ 211 ]           | LTTE                             | autonomistisch, tamilisch-sozialistisch | 13 Selbstmordattentäter mit sprengstoffbeladenen Booten | Marine                                          | 21 (+13) | 0         | Bürgerkrieg in Sri Lanka |
| 09. August 2000    | nahe Trincomalee    | [ 212 ]           | vermutlich LTTE                  | autonomistisch, tamilisch-sozialistisch | Landmine                                                | Soldaten in Militärfahrzeug                     | 1        | 30        | Bürgerkrieg in Sri Lanka |
| 15. September 2000 | Colombo             | [ 213 ]           | vermutlich LTTE                  | autonomistisch, tamilisch-sozialistisch | Selbstmordattentäter                                    | Krankenhaus, Polizisten                         | 6 (+1)   | 24        | Bürgerkrieg in Sri Lanka |
| 19. September 2000 | nahe Trincomalee    | [ 214 ]           | LTTE                             | autonomistisch, tamilisch-sozialistisch | Schusswaffen, Panzerfäuste                              | Militärfahrzeug                                 | 22       | 2         | Bürgerkrieg in Sri Lanka |
| 05. Oktober 2000   | Medawachchiya       | [ 215 ]           | vermutlich LTTE                  | autonomistisch, tamilisch-sozialistisch | Selbstmordattentäter                                    | Wahlkundgebung                                  | 11 (+1)  | 45        | Bürgerkrieg in Sri Lanka |
| 19. Oktober 2000   | Colombo             | [ 216 ]           | LTTE                             | autonomistisch, tamilisch-sozialistisch | Selbstmordattentäter                                    | Stadthalle, Regierungskabinett                  | 3 (+1)   | 21        | Bürgerkrieg in Sri Lanka |
| 23. Oktober 2000   | Trincomalee         | [ 217 ]           | vermutlich LTTE                  | autonomistisch, tamilisch-sozialistisch | Sprengstoffbeladene Boote, Mörser                       | Marinegelände                                   | 6 (+18)  | 43        | Bürgerkrieg in Sri Lanka |
| 28. November 2000  | Nord-Zentralprovinz | [ 218 ]           | vermutlich LTTE                  | autonomistisch, tamilisch-sozialistisch | Landmine                                                | Bus                                             | 7        | 20        | Bürgerkrieg in Sri Lanka |
| 06. Dezember 2000  | nahe Batticaloa     | [ 219 ]           | vermutlich LTTE                  | autonomistisch, tamilisch-sozialistisch | Landmine                                                | Bus                                             | 3        | 23        | Bürgerkrieg in Sri Lanka |

## 2001
| Datum/Beginn       | Ort              | Artikel/Quelle(n) | Täter           | Politische Ausrichtung                  | Mittel                                                                  | Ziel         | Tote     | Verletzte | Hintergrund              |
| ------------------ | ---------------- | ----------------- | --------------- | --------------------------------------- | ----------------------------------------------------------------------- | ------------ | -------- | --------- | ------------------------ |
| 01. April 2001     | Kurunegala       | [ 220 ]           |                 |                                         | Granate                                                                 | Konzert      | 10 (+1)  | 150+      | Bürgerkrieg in Sri Lanka |
| 16. September 2001 | nahe Trincomalee | [ 221 ]           | vermutlich LTTE | autonomistisch, tamilisch-sozialistisch | Selbstmordattentäter mit mit Sprengstoff beladenen Booten, Schusswaffen | Militärfähre | 21 (+10) | 65        | Bürgerkrieg in Sri Lanka |

## 2005
| Datum/Beginn      | Ort          | Artikel/Quelle(n) | Täter                              | Politische Ausrichtung                  | Mittel                | Ziel                                    | Tote | Verletzte | Hintergrund              |
| ----------------- | ------------ | ----------------- | ---------------------------------- | --------------------------------------- | --------------------- | --------------------------------------- | ---- | --------- | ------------------------ |
| 08. Januar 2005   | Batticaloa   | [ 222 ]           | vermutlich Christliche Extremisten |                                         | Granate               | Beerdigung                              | 3    | 38        | Bürgerkrieg in Sri Lanka |
| 21. Februar 2005  | Sabaragamuwa | [ 223 ]           |                                    |                                         | Granate, Schusswaffen | Gerichtsgebäude, Polizisten, Zivilisten | 3    | 38        | Bürgerkrieg in Sri Lanka |
| 18. November 2005 | Ampara       | [ 224 ]           | vermutlich LTTE                    | autonomistisch, tamilisch-sozialistisch | 2 Granaten            | Moschee                                 | 4    | 25        | Bürgerkrieg in Sri Lanka |

## 2006
| Datum/Beginn      | Ort                 | Artikel/Quelle(n) | Täter           | Politische Ausrichtung                  | Mittel                             | Ziel                               | Tote     | Verletzte | Hintergrund              |
| ----------------- | ------------------- | ----------------- | --------------- | --------------------------------------- | ---------------------------------- | ---------------------------------- | -------- | --------- | ------------------------ |
| 19. Januar 2006   | Batticaloa          | [ 225 ]           | vermutlich LTTE | autonomistisch, tamilisch-sozialistisch | Landmine                           | Militär-Lkw, Soldaten, Polizisten  | 4        | 21        | Bürgerkrieg in Sri Lanka |
| 15. Juni 2006     | nahe Vavuniya       | [ 226 ]           | vermutlich LTTE | autonomistisch, tamilisch-sozialistisch | Landmine                           | Zivilisten                         | 64       | 80        | Bürgerkrieg in Sri Lanka |
| 16. Juni 2006     | Nord-Zentralprovinz | [ 227 ]           | vermutlich LTTE | autonomistisch, tamilisch-sozialistisch | Landmine                           | Passagierbus                       | 63       | 71        | Bürgerkrieg in Sri Lanka |
| 03. August 2006   | nahe Trincomalee    | [ 228 ]           | LTTE            | autonomistisch, tamilisch-sozialistisch | Artillerie, Schusswaffen           | Soldaten, Polizisten, Zivilisten   | 16       | 20        | Bürgerkrieg in Sri Lanka |
| 05. August 2006   | Trincomalee         | [ 229 ]           | LTTE            | autonomistisch, tamilisch-sozialistisch | Schusswaffen                       | Zivilisten                         | 100+     |           | Bürgerkrieg in Sri Lanka |
| 13. August 2006   | Jaffna              | [ 230 ]           |                 |                                         | Raketen                            | Kirche, Zivilisten                 | 40       | 50        | Bürgerkrieg in Sri Lanka |
| 14. August 2006   | Colombo             | [ 231 ]           |                 |                                         | Sprengstoff                        | Waisenhaus                         | 61       | 150       | Bürgerkrieg in Sri Lanka |
| 28. August 2006   | nahe Trincomalee    | [ 232 ]           | vermutlich LTTE | autonomistisch, tamilisch-sozialistisch | Artilleriegranaten, Mörsergranaten | Soldaten, Zivilisten               | 35       | 106       | Bürgerkrieg in Sri Lanka |
| 16. Oktober 2006  | Trincomalee         | [ 233 ]           | LTTE            | autonomistisch, tamilisch-sozialistisch | Selbstmordattentäter mit Autobombe | Transitpunkt für Sicherheitskräfte | 103 (+?) | 150       | Bürgerkrieg in Sri Lanka |
| 08. November 2006 | Vakarai             | [ 234 ]           | LTTE            | autonomistisch, tamilisch-sozialistisch | Schusswaffen                       | Soldaten, Zivilisten               | 45       | 200       | Bürgerkrieg in Sri Lanka |

## 2007
| Datum/Beginn      | Ort           | Artikel/Quelle(n) | Täter           | Politische Ausrichtung                  | Mittel                   | Ziel              | Tote     | Verletzte | Hintergrund              |
| ----------------- | ------------- | ----------------- | --------------- | --------------------------------------- | ------------------------ | ----------------- | -------- | --------- | ------------------------ |
| 05. Januar 2007   | Nittambuwa    | [ 235 ]           | LTTE            | autonomistisch, tamilisch-sozialistisch | Sprengsatz               | Bus               | 5        | 30        | Bürgerkrieg in Sri Lanka |
| 06. Januar 2007   | Galle         | [ 236 ]           | LTTE            | autonomistisch, tamilisch-sozialistisch | Selbstmordattentäterin   | Bus               | 11 (+1)  | 47        | Bürgerkrieg in Sri Lanka |
| 02. April 2007    | Ampara        | [ 237 ]           | vermutlich LTTE | autonomistisch, tamilisch-sozialistisch | Sprengsatz               | Bus               | 16       | 25        | Bürgerkrieg in Sri Lanka |
| 06. April 2007    | nahe Vavuniya | [ 238 ]           | vermutlich LTTE | autonomistisch, tamilisch-sozialistisch | Landmine                 | Bus               | 8        | 25        | Bürgerkrieg in Sri Lanka |
| 23. April 2007    | Vavuniya      | [ 239 ]           | vermutlich LTTE | autonomistisch, tamilisch-sozialistisch | Landmine                 | Bus               | 5        | 35        | Bürgerkrieg in Sri Lanka |
| 28. Mai 2007      | Colombo       | [ 240 ]           | vermutlich LTTE | autonomistisch, tamilisch-sozialistisch | Landmine                 | Polizeifahrzeug   | 7        | 31        | Bürgerkrieg in Sri Lanka |
| 02. Juni 2007     | Nordprovinz   | [ 241 ]           | vermutlich LTTE | autonomistisch, tamilisch-sozialistisch | Artillerie, Schusswaffen | Militärstützpunkt | 10 (+52) | 20        | Bürgerkrieg in Sri Lanka |
| 29. November 2007 | Colombo       | [ 242 ]           | vermutlich LTTE | autonomistisch, tamilisch-sozialistisch | Sprengsatz               | Kaufhaus          | 17       | 43        | Bürgerkrieg in Sri Lanka |
| 05. Dezember 2007 | Anuradhapura  | [ 243 ]           | vermutlich LTTE | autonomistisch, tamilisch-sozialistisch | Sprengsatz               | Passagierbus      | 15       | 38        | Bürgerkrieg in Sri Lanka |

## 2008
| Datum/Beginn       | Ort             | Artikel/Quelle(n) | Täter           | Politische Ausrichtung                  | Mittel                                 | Ziel                       | Tote    | Verletzte | Hintergrund              |
| ------------------ | --------------- | ----------------- | --------------- | --------------------------------------- | -------------------------------------- | -------------------------- | ------- | --------- | ------------------------ |
| 02. Januar 2008    | Colombo         | [ 244 ]           | LTTE            | autonomistisch, tamilisch-sozialistisch | Sprengsatz                             | Verwundete Soldaten in Bus | 4       | 24        | Bürgerkrieg in Sri Lanka |
| 16. Januar 2008    | Uva             | [ 245 ]           | vermutlich LTTE | autonomistisch, tamilisch-sozialistisch | Schwerter, Schusswaffen, Sprengstoff   | Bus                        | 26      | 60+       | Bürgerkrieg in Sri Lanka |
| 02. Februar 2008   | Dambulla        | [ 246 ]           | vermutlich LTTE | autonomistisch, tamilisch-sozialistisch | Sprengsatz                             | Bus                        | 18      | 50+       | Bürgerkrieg in Sri Lanka |
| 03. Februar 2008   | Ambepussa       | [ 247 ]           | vermutlich LTTE | autonomistisch, tamilisch-sozialistisch | Selbstmordattentäter                   | Passagierzug, Bahnhof      | 7 (+1)  | 100       | Bürgerkrieg in Sri Lanka |
| 06. April 2008     | Westprovinz     | [ 248 ]           | LTTE            | autonomistisch, tamilisch-sozialistisch | Selbstmordattentäter                   | Straßenbauminister         | 14 (+1) | 83        | Bürgerkrieg in Sri Lanka |
| 26. April 2008     | Colombo         | [ 249 ]           | vermutlich LTTE | autonomistisch, tamilisch-sozialistisch | Sprengsatz                             | Bus                        | 26      | 70        | Bürgerkrieg in Sri Lanka |
| 09. Mai 2008       | Ampara          | [ 250 ]           | vermutlich LTTE | autonomistisch, tamilisch-sozialistisch | Sprengsatz                             | Hotel                      | 11      | 29        | Bürgerkrieg in Sri Lanka |
| 16. Mai 2008       | Colombo         | [ 251 ]           | LTTE            | autonomistisch, tamilisch-sozialistisch | Selbstmordattentäter mit Motorradbombe | Polizisten, Zivilisten     | 10 (+1) | 95        | Bürgerkrieg in Sri Lanka |
| 29. Mai 2008       | Colombo         | [ 252 ]           | LTTE            | autonomistisch, tamilisch-sozialistisch | Sprengsatz                             | Zug                        | 9       | 70        | Bürgerkrieg in Sri Lanka |
| 29. Mai 2008       | nahe Jaffna     | [ 253 ]           | LTTE            | autonomistisch, tamilisch-sozialistisch | Artillerie                             | Infrastruktur              | 6       | 20        | Bürgerkrieg in Sri Lanka |
| 06. Juni 2008      | nahe Moratuwa   | [ 254 ]           | vermutlich LTTE | autonomistisch, tamilisch-sozialistisch | Landmine                               | Bus                        | 22      | 60        | Bürgerkrieg in Sri Lanka |
| 06. Juni 2008      | Kandy           | [ 255 ]           | vermutlich LTTE | autonomistisch, tamilisch-sozialistisch | Sprengsatz                             | Bus                        | 1 (+1)  | 20        | Bürgerkrieg in Sri Lanka |
| 16. Juni 2008      | Vavuniya        | [ 256 ]           | vermutlich LTTE | autonomistisch, tamilisch-sozialistisch | Selbstmordattentäter mit Motorradbombe | Polizeigebäude             | 12 (+1) | 40        | Bürgerkrieg in Sri Lanka |
| 11. Juli 2008      | nahe Kataragama | [ 257 ]           | LTTE            | autonomistisch, tamilisch-sozialistisch | Schusswaffen                           | Bus                        | 4       | 25        | Bürgerkrieg in Sri Lanka |
| 29. September 2008 | Kattankudy      | [ 258 ]           |                 |                                         | Handgranate                            | Zivilisten                 | 0       | 21        | Bürgerkrieg in Sri Lanka |

## 2009
| Datum/Beginn     | Ort         | Artikel/Quelle(n) | Täter                   | Politische Ausrichtung                  | Mittel                                           | Ziel                     | Tote    | Verletzte | Hintergrund              |
| ---------------- | ----------- | ----------------- | ----------------------- | --------------------------------------- | ------------------------------------------------ | ------------------------ | ------- | --------- | ------------------------ |
| 02. Januar 2009  | Colombo     | [ 259 ]           | LTTE                    | autonomistisch, tamilisch-sozialistisch | Selbstmordattentäterin                           | Luftwaffenstützpunkt     | 2 (+1)  | 31        | Bürgerkrieg in Sri Lanka |
| 02. Februar 2009 | Mullaitivu  | [ 260 ]           | vermutlich LTTE         | autonomistisch, tamilisch-sozialistisch | Raketen                                          | Krankenhaus              | 9       | 20        | Bürgerkrieg in Sri Lanka |
| 09. Februar 2009 | Mullaitivu  | [ 261 ]           | LTTE                    | autonomistisch, tamilisch-sozialistisch | Selbstmordattentäterin                           | Flüchtlingslager         | 29 (+1) | 64        | Bürgerkrieg in Sri Lanka |
| 10. Februar 2009 | Mullaitivu  | [ 262 ]           | vermutlich LTTE         | autonomistisch, tamilisch-sozialistisch | Schusswaffen                                     | Zivilisten               | 19      | 75        | Bürgerkrieg in Sri Lanka |
| 20. Februar 2009 | Colombo     | [ 263 ]           | LTTE                    | autonomistisch, tamilisch-sozialistisch | Selbstmordattentäter mit Flugzeugen, Sprengstoff | Zivilisten               | 2 (+2)  | 50        | Bürgerkrieg in Sri Lanka |
| 20. April 2009   | Ostprovinz  | [ 264 ]           | vermutlich Tamil Tigers | autonomistisch, tamilisch-sozialistisch | 3 Selbstmordattentäter, Schusswaffen             | Zivilisten               | 17 (+3) | 200+      | Bürgerkrieg in Sri Lanka |
| 12. Mai 2009     | Nordprovinz | [ 265 ]           |                         |                                         | Mörser                                           | Medizinische Einrichtung | 49      | 50        | Bürgerkrieg in Sri Lanka |

## 2014
| Datum/Beginn  | Ort         | Artikel/Quelle(n)       | Täter          | Politische Ausrichtung                     | Mittel        | Ziel                            | Tote | Verletzte | Hintergrund |
| ------------- | ----------- | ----------------------- | -------------- | ------------------------------------------ | ------------- | ------------------------------- | ---- | --------- | ----------- |
| 15. Juni 2014 | Westprovinz | [ 266 ] [ 267 ] [ 268 ] | Bodu Bala Sena | singhalesisch-buddhistisch-nationalistisch | Brandstiftung | Gebäude, Muslimische Zivilisten | 3    | 51        |             |

## 2019
| Datum/Beginn   | Ort                          | Artikel/Quelle(n)                                | Täter                       | Politische Ausrichtung | Mittel                               | Ziel                        | Tote | Verletzte | Hintergrund |
| -------------- | ---------------------------- | ------------------------------------------------ | --------------------------- | ---------------------- | ------------------------------------ | --------------------------- | ---- | --------- | ----------- |
| 21. April 2019 | Batticaloa, Colombo, Negombo | Terroranschlag in Sri Lanka am Ostersonntag 2019 | National Thowheeth Jama’ath | islamistisch           | 11 Selbstmordattentäter, Sprengsätze | Kirchen, Hotels, Wohnanlage | 259  | 500+      |             |